# Cassinia ozothamnoides
Cassinia ozothamnoides là một loài thực vật có hoa trong họ Cúc. Loài này được (F.Muell.) Orchard mô tả khoa học đầu tiên năm 2004.